# Ордалія

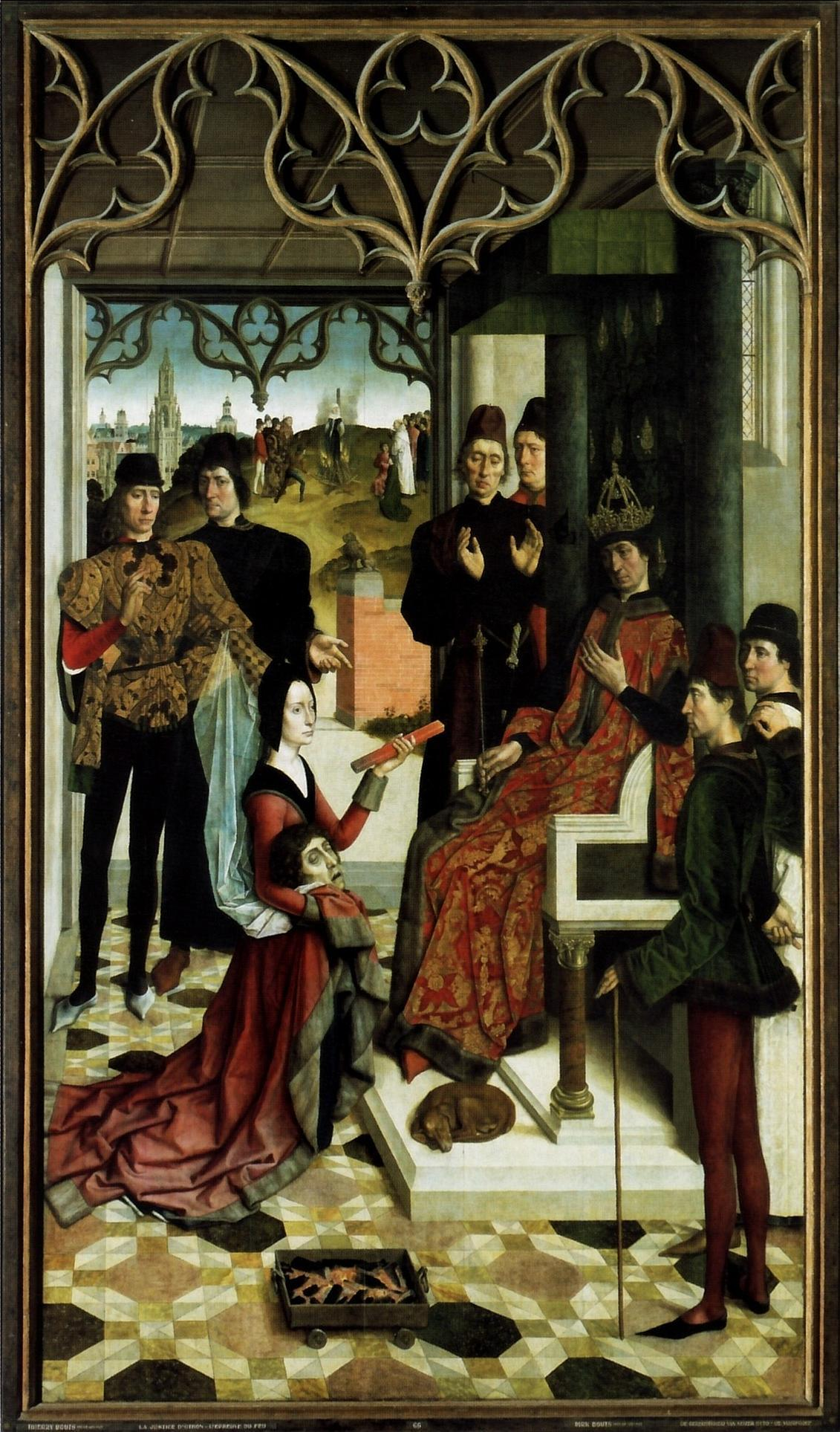
Дірк Баутс. Випробовування вогнем.

Орда́лія або в христянській культурі «Суд Божий» (лат. ordalium, суд або вирок) — випробування щодо правдивості якоїсь претензії чи звинувачення, засноване на вірі в те, що результат відображатиме вирок надприродних сил, які забезпечать торжество права. Хоча такі випробування часто передбачають ризик для життя, вони не мають каральної мети.

## Різновиди

### Випробування ворожінням
У такому різновиді ордалії використовуються предмети, поведінка яких повинна вказати вирок надприродних сил.
Так, бірманське випробування за допомогою ворожіння передбачає, що двом сторонам справи даються свічки однакового розміру та одночасно запалюються; власник свічки, яка горіла довше, вважається переможцем. Іншою формою випробування ворожінням є звернення до трупа з проханням знайти його вбивцю. В середньовічній Європі до такої ордалії вдавалися через віру, що кров убитої людини почне текти від доторку чи близькості вбивці. В Ісландії звинувачений мусив пройти під шматком торфу: якщо торф осипався, це вважалося ознакою вини.

### Фізичне випробування
Випробування вогнем або водою найпоширеніше. Згідно з індуїстським кодексом, від дружини можуть вимагати пройти через вогонь, щоб довести свою вірність ревнивому чоловікові; сліди горіння вважалися б доказом провини. В Європі випробування вогнем полягало в триманні шматка розпеченого заліза. Якщо рани звинувачуваної людини загоювалися за кілька днів, вона визнавалася невинною. Подібно міг застосовуватися окріп.
Практика опускання підозрюваних у чаклунстві в воду базувалася на уявленні про те, що вода «прийме» невинних і «відкине» винних. Це найвідоміший записаний вид ордалії, згаданий ще в Кодексі Хамураппі. Звинувачених у середньовічній Європі занурювали в холодну воду на глибину «довжини довгого волосся». Розпорядниками суду в середньовічній Європі були священники, в їхні обов'язки входило освячувати вогонь і воду, тлумачити результат випробування.
Практикувалися також випробування отрутами. Біблійна Книга Числа 5:12–27 приписує, що коли чоловік підозрює свою дружину в зраді, проте не має свідків, то юдейський священник повинен змусити її проковтнути «гірку воду, що наводить прокляття», і якщо вона винна, то Господь зробить її стегно «опалим», а живіт «напухлим». Нігерійці народу ефік користувалися для ордалій отруйними бобами: людина, що вибльовувала біб, вважалася невинною, а «винна» хворіла чи помирала. На Мадагаскарі використовували плід танґена, що в 1820-і призводило до близько тисячі смертей щороку.

### Випробування боєм
У випробуваннях боєм або ритуальних битвах переможець, як вважається, перемагає не власною силою, а завдяки втручанню надприродних сил, які захищають правду. Так, у двобоях у європейському середньовіччі, коли відбувався «суд Божий» вважалося, що Бог визначає переможця, даючи йому перевагу над суперником. Якщо переможений залишався живим після бою, його могли повісити або спалити (якщо це була кримінальна справа), чи відрубати руку та конфіскувати майно (в цивільних справах).

## Історія
Кодекс Хамураппі приписував: якщо хтось звинувачував іншу людину без доказів, то звинувачений мусив стрибнути в річку. Виживши, він позбувався звинувачень, а суперника могли стратити; майно переходило до звинуваченого. Випробування вогнем використовувалося в стародавньому Ірані. Осіб, звинувачених у обмані чи брехні, пропонувалося випробувати, змусивши пройти крізь вогонь, або виливши їм на груди розплавлений метал. Всього було близько 30 видів вогняних випробувань. Якщо звинувачений помирав, він вважався винним; якщо виживав, то його, отже, захищав Мітра та інші боги.
Існування ордалій зафіксовано у записах варварських народів Європи від VI ст. Як свідчить текст Правди Іне, у Вессексі ордалія застосовувалась до керла (вільної людини), якщо його кількаразово звинувачували в крадіжці, але вина не була доведена. Фризька Правда описує, що знатна людина могла зняти з себе звинувачення в крадіжці, поклявшись на реліквіях, а раб — через випробуванням окропом. Якщо ж раб визнавався винним чи зізнавався до ордалії, то його хазяїн мусив сплатити оціночну вартість вкраденого майна, а раба карали побиттям. Якщо особа, впіймана на місці злочину під час вчинення нею крадіжки, заперечувала свою вину, то її піддавали ордалії окропом. У франків і саксів від ордалії допускалося відмовитися в обмін на сплату застави. При цьому діяло так зване «повернення звинувачення»: якщо звинувачений проходив ордалію та визнавався невинним, то винним вважався звинувачувач. Він так само мусив пройти ордалію чи відкупитися. В разі вбивства від підозрюваного вимагалося поклястися в невинності перед присяжними, а лише тоді пройти випробування окропом.
За Тюринзькою Правдою, жінка, яка підозрювалася в умисному вбивстві свого чоловіка, могла виставити власного родича на судовий бій; якщо ж вона не могла знайти такого родича, то мусила пройти по дев'яти розпечених лемешах.
Король Флавій Егіка, згідно з Вестготською Правдою, через численні скарги на надмірне застосування тортур у судах постановив проводити ордалії, а вже за їхнім результатом відправляти підозрювану людину на подальший допит із тортурами. Ордалії також повинні були застосовуватися щодо ненадійних свідків.
Слов'янські племена вагрів і венедів вважали покровителем ордалій бога Прово або Проно. Микола Костомаров, з огляду на опис статуї бога, тлумачив його зокрема як покровителя випробувань розпеченим залізом.
У тексті «Про славу мучеників» єпископа Григорія Турського (VI ст.) описано випадок, коли єпископ у суперечці з аріанським священником запропонував вирішити чия віра істинна, пройшовши випробування. Він запропонував дістати каблучку з казана з окропом, але сам завагався, тому намастив свою руку єлеєм і маззю. Через це спалахнула сварка, в розпал якої до казана підійшов диякон Гіацинт і, дізнавшись у чому справа, без вагань вийняв каблучку. Проте коли аріанин спробував це повторити, шкіра злізла з його руки.
Витіснення ордалій із варварського права відбулося під впливом римського права. В 1215 році був виданий декрет папської ради, за яким священники більше не повинні бути задіяні в ордалії, позаяк заклик до Бога було визнано вимогою прояву дива. 26 січня 1219 року король Англії Генріх III видав едикт про дозвіл проведення суду присяжними, тобто, самою громадою. Випробування боєм залишалося в англійському праві до 1819 року, хоча протягом століть його використання зменшувалося.